# Strata Tower (Londres)
Pour les articles homonymes, voir Strata Tower.
La Strata Tower est un gratte-ciel d'habitations situé à Londres. Elle produit 8 % de ses besoins énergétiques grâce à des éoliennes situées sur son toit. Elle mesure 148 mètres de haut pour 42 étages. Sa construction s'est achevée fin 2010. Elle a reçu la même année la Carbuncle Cup qui octroie un prix à la construction la plus laide du Royaume-Uni édifiée dans les 12 derniers mois.
Elle est située dans le quartier Elephant and Castle de Londres.
La tour comprend 408 appartements.